# Hermes Arroyo
Hermes Arroyo Guerrero más conocido como Hermes Arroyo (nacido el 31 de diciembre de 1970) es un artesano con sede en la pequeña ciudad de San Miguel de Allende en el estado central mexicano de Guanajuato. Es conocido por su trabajo en la fabricación de "títeres" gigantes de papel maché y tela llamados "mojigangas" y su preservación como tradición cultural de San Miguel. La obra de Arroyo ha sido encargada y expuesta regularmente en México, especialmente en los estados de Guanajuato y Querétaro.

## Biografía
Arroyo nació y creció en la ciudad de San Miguel de Allende, en el centro de México. Era uno de los trece hijos, exactamente en el medio, pero su familia no fabricaba artesanías de ningún tipo. Su interés por ello surgió en la escuela primaria, cuando un compañero de clase llamado Antonio Almanza, trajo figuras de belén hechas por su padre, un artesano localmente conocido llamado Genaro Almanza, que tenía un taller cerca en la calle Jesús. La fascinación de Arroyo por las figuras se extendió a todos los aspectos de la obra de Almanza. Esto llevó a un aprendizaje con el maestro artesano, así como con un familiar, con Almanza convirtiéndose en padrino de Arroyo. Desde Almanza, Arroyo aprendió a trabajar con madera, pan de oro, tela, pintura, moldes, destellos, yeso, resina y más, principalmente relacionados con la fabricación y el cuidado de iconos religiosos y otra parafernalia. También trabajó con Almanza para montar exposiciones de arte y crear accesorios, trajes y paisajes.
Sin embargo, los estudios de Arroyo no terminaron ahí. Estudió arte en el Centro Cultural El Nigromante en San Miguel, así como arte en la ciudad de Monterrey. Esta combinación de entrenamiento significa que Arroyo produce más piezas de vanguardia, así como piezas tradicionales.
Hoy en día, Arroyo es el jefe de la familia que produce varias artesanías, y que todavía se encuentra en su casa de infancia en la parte más empinada de la calle San Francisco en el centro histórico de San Miguel.Una habitación está dedicada específicamente como su taller, llena de pinturas, accesorios, papel y trabajos parcialmente terminados, con poco espacio para moverse. Sin embargo, su trabajo se puede ver en toda la casa, tanto productos terminados para los clientes como proyectos para mejorar los espacios habitables.

### Carrera

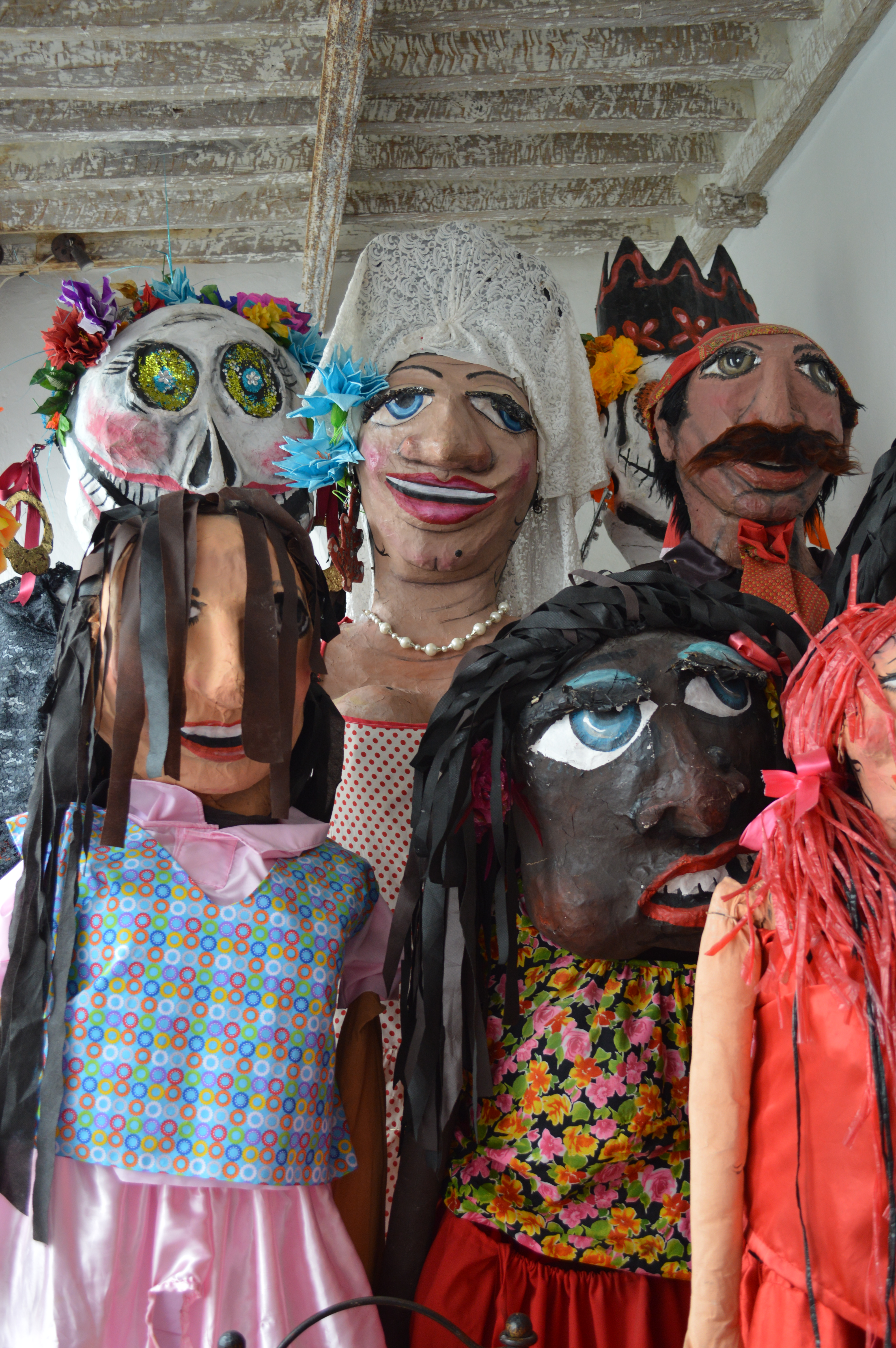
Mojigangas en la casa del artesano

A la edad de diecisiete años, Arroyo comenzó a trabajar en sus propios proyectos como artesano reconocido, comenzando con la reparación y restauración de figuras religiosas en las diversas iglesias de San Miguel, luego aplicando pan de oro a los altares, siendo aceptado en un gremio dedicado a esta obra. Durante varios años, fue el único cuidador de la iglesia de Nuestra Señora de la Soledad del Oratorio de la ciudad, que requirió una parte significativa de su tiempo. Más tarde, se convirtió en el cuidador y artesano interno de la capilla El Calvario cerca de la casa de la familia Arroyo. Esto incluía un espacio de trabajo detrás del altar mayor. Se encargó de todas las tareas de mantenimiento y condecoración y cuando no lo hizo, trabajó encargos para hacer de los santos otras obras.
Sin embargo, Arroyo es más conocido por su trabajo que estaba fuera del alcance de su mentor. San Miguel ha tenido una larga y fuerte tradición con figuras de títeres de gran tamaño llamadas "mojigangas". Hechos de papel maché fuerte llamado "cartonería" y tela sobre un bastón o armazón de alambre, estos fueron introducidos por los españoles durante el período colonial. Estos títeres se usan en un bailarín, que sostiene a la figura pesada con correas sobre los hombros, mientras participa en un festival o procesión. Originalmente las figuras eran religiosas, pero hoy en San Miguel, las figuras son generalmente históricas, de la cultura popular o de los novios como parte de las bodas... una tradición particular de San Miguel.
Arroyo no inventó mojigangas, pero se ha convertido en la figura más importante relacionada con su fabricación, preservación y popularidad. A principios de la década de 1990, un residente extranjero de San Miguel y titiritero le pidió que hiciera dos para un festival local en el barrio de El Valle de Maiz, un esqueleto y un diablo. El éxito de estas obras llevó a la creación de una figura de dama española de tres metros de altura. Sus primeros mojigangas pesaban hasta 50 kilos, pero hoy en día rara vez pesan más de 20. Una de sus innovaciones fue reemplazar las correas tradicionales de hombro de cáñamo por las hechas de tubos interiores de goma, que son más cómodos y proporcionan más rebote durante la danza.
Si bien la mayor parte del trabajo y los clientes de Arroyo se encuentran en la ciudad de San Miguel, su reputación también ha llevado a encargos y trabajos docentes fuera de la ciudad. Durante varios años, trabajó para el jardín botánico del Charco del Ingenio, lo que lo llevó a experimentar con el arte ambiental, utilizando materiales naturales y enseñando en los campamentos de verano. Arroyo ha enseñado producción artesanal para niños con necesidades especiales en Comonfort durante más de 20 años.Tiene clases y recluta a generaciones más jóvenes para involucrarse con mojigangas y otros aspectos de su trabajo.Arroyo ha recibido el encargo de trabajar en una serie de proyectos variados, incluido un encargo de 2015 para crear un belén a tamaño real en la ciudad de Querétaro. Su trabajo ha sido expuesto regionalmente en Guanajuato y la vecina Querétaro. En 2016, Arroyo ganó un concurso de veinticuatro artistas de San Miguel para acompañar a una delegación mexicana al Vaticano como parte de una exposición sobre arte religioso.